# Pepe Frías

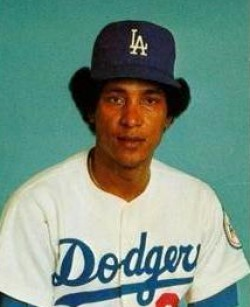

Jesús María "Pepe" Frías Andújar (nacido el 14 de julio de 1948 en San Pedro de Macorís) es un ex shortstop dominicano que jugó en las Grandes Ligas de Béisbol. Frías jugó desde 1973 hasta 1981 y fue formado como amateur  por San Francisco Giants. Su debut en las mayores fue el 16 de abril de 1973 y durante sus nueve años de carrera militó en los equipos Montreal Expos, Atlanta Braves, Texas Rangers y Los Angeles Dodgers.
Frías jugó en la Liga Dominicana para los equipos Leones del Escogido y Estrellas Orientales, siendo en este último donde tuvo su mayor esplendor.